# Шпајнсхарт
Шпајнсхарт (њем. Speinshart) општина је у њемачкој савезној држави Баварска. Једно је од 38 општинских средишта округа Нојштат ан дер Валднаб. Према процјени из 2010. у општини је живјело 1.154 становника. Посједује регионалну шифру (AGS) 9374157.

## Географски и демографски подаци
Шпајнсхарт се налази у савезној држави Баварска у округу Нојштат ан дер Валднаб. Општина се налази на надморској висини од 425 метара. Површина општине износи 23,8 km². У самом мјесту је, према процјени из 2010. године, живјело 1.154 становника. Просјечна густина становништва износи 49 становника/km².

## Међународна сарадња
| Мјесто  | Држава     | Врста сарадње | Од    |
| ------- | ---------- | ------------- | ----- |
| Ешенбах | Швајцарска | партнерство   | 1989. |
| Извор   |            |               |       |